# Аргиллит

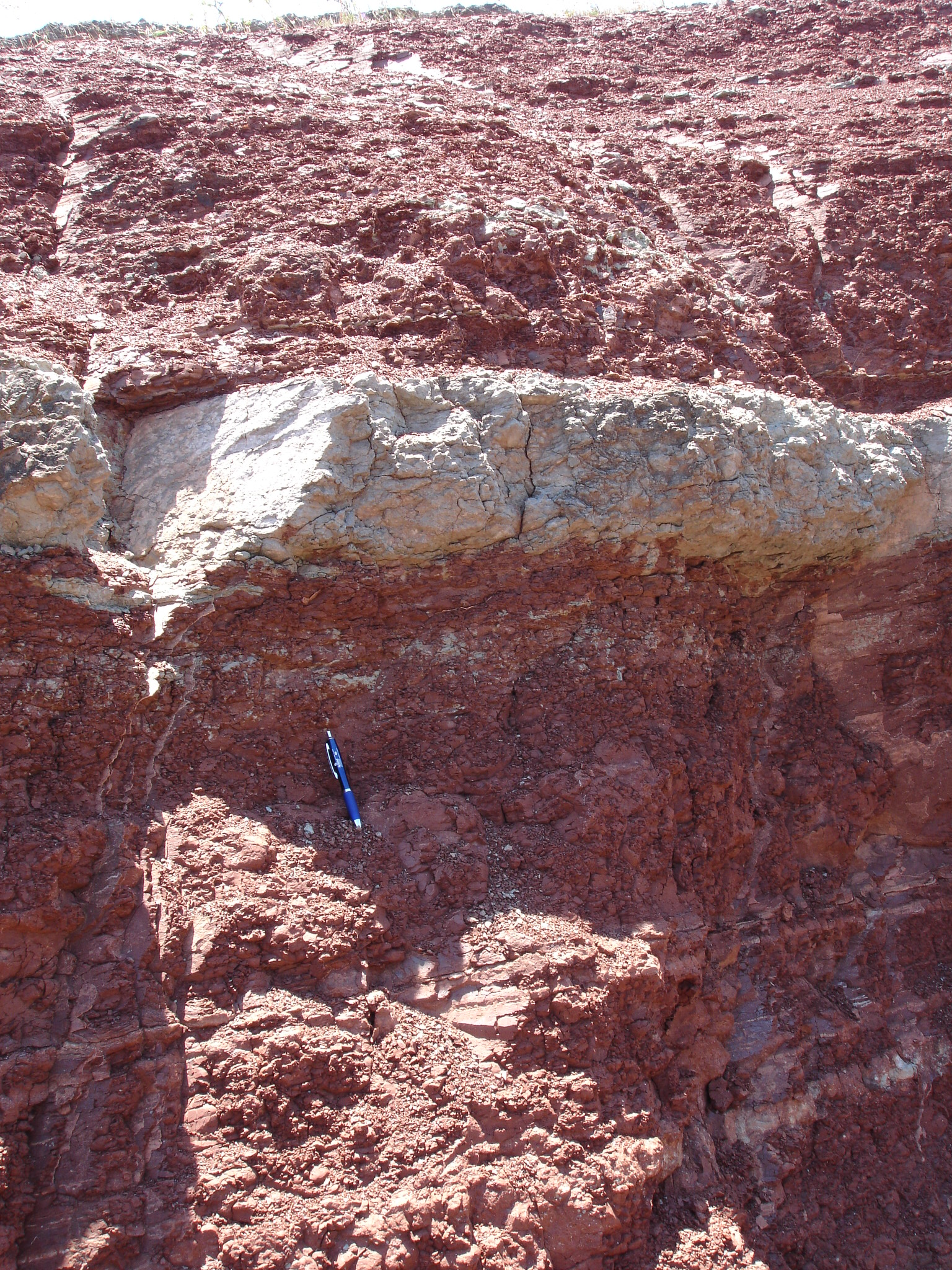
Зелёный и красный аргиллит в Лодеве

Аргиллит (от др.-греч. ἄργιλλος — «глина» и λίθος — «камень») — твёрдые породы, продукт дегидратации, спрессования и перекристаллизации глин, происходивших при диагенезе и эпигенезе.
По минералогическому и химическому составу аргиллиты очень сходны с глинами, но отличаются от них большей твёрдостью и неспособностью размокать в воде. Сложены в основном глинистыми минералами гидрослюдистого, монтмориллонитового и хлоритового типов с примесью частиц кварца, слюды, полевых шпатов. Подобно глинам, аргиллиты образуют либо массивные пласты, либо микрослоистые (плитчатые) разновидности. Аргиллиты — типичные осадочные породы, характерные для областей, подвергшихся действию высоких температур и давлений, чаще всего это складчатые области из глубоко погружённых осадочных толщ.
Название «аргиллит» порода получила от греческих слов ἄργιλλος — глина и λίθος — камень. Другие названия породы и её разновидностей: зебровый камень, грязевой камень, мадстоун, хаилит.
Аргиллит является разновидностью камнеподобной сланцеватой глины.
Порода бывает синевато-серой, чёрной, аспидной, светлой, беловатой окраски.
Блеск — шелковистый, смолянистый.
Твёрдость — 3,5—4,0.
Плотность — 1,3—2,6 г/см3.
Основное месторождение — Острова Королевы Шарлотты.
Порода катлинит, разновидность аргиллита, использовался индейцами Сиу для изготовления трубок мира. До настоящего времени культовое значение сохраняет Пайпстонская каменоломня, где добывается катлинит.

## Применение
Аргиллиты применяются в производстве строительной керамики, огнеупорных материалов и цемента. В меньших количествах они используются в литейном производстве, в бумажной и резиновой промышленности, а также для очистки нефтепроводов и жиров.
Также встречается в районах крайнего севера России при бурении нефтепромысловых скважин, на глубинах от 1500 метров.

## Проблемы при строительстве
Аргиллиты — это сцементированные глинистые частицы. Могут иметь прочность до 1 МПа. Они выветриваются, размокают в воде, быстро теряют свою структуру и подвержены морозному пучению в обнажениях (глубина до 5..8 м.). Проблема строительства на аргиллитах имела место при застройке Братска и Братской ГЭС. Братск застраивался первоначально на фундаментах мелкого заложения с преобладанием алевролитов (красный грунт) и красного грунта.

## Сланцы иаргиллиты
Некоторые геологи для отделения аргиллита (отсутствие сланцеватости) от сланца используют характеристику сланцеватость, считая при этом, что аргиллиты и сланцы одно и то же. В бурении не принято отделять сланцы и аргилиты (практика США).